# بانغ يونغ غك
بانج يونغ غوك (هانغل: 방용국) (من مواليد 31 مارس 1990 ) في إنتشون، كوريا الجنوبية. هو مغن وكاتب غنائي ومغني راب كوري جنوبي  بدأ مسيرته الفنية عام 2008.

## أعماله
من أعماله المنفردة:
- yamazaki .
- 4:44.
- DRUNKENNESS.

كما أن آخر أغنية تدعم الترجمة العربية حيث تُرجمت من قبل القناة الرسمية الخاصة به. 

## روابط خارجية
- بانغ يونغ غك على موقع ميوزك برينز (الإنجليزية)
- بانغ يونغ غك على موقع ديسكوغز (الإنجليزية)